# Nancy Bliss
Nancy Bliss es una jinete estadounidense que compitió en la modalidad de concurso completo. Ganó una medalla de bronce en el Campeonato Mundial de Concurso Completo de 1982, en la prueba por equipos.

## Palmarés internacional
| Campeonato Mundial | Campeonato Mundial | Campeonato Mundial | Campeonato Mundial |
| Año                | Lugar              | Medalla            | Categoría          |
| ------------------ | ------------------ | ------------------ | ------------------ |
| 1982               | Luhmühlen (RFA)    | Medalla de bronce  | Por equipos        |